# Luigi Azzini
Luigi Azzini (Rodigo, 1º febbraio 1884 – Milano, 9 luglio 1937) è stato un ciclista su strada italiano, professionista dal 1909 al 1913.

## Carriera
Ottenne alcuni buoni piazzamenti nelle classiche del circuito italiano e in alcune tappe del Giro d'Italia 1909 e del Tour de France 1910, ma non riuscì mai a cogliere vittorie importanti, pur riportando sei successi nel suo palmares; nel 1909 fu quarto nella Milano-Modena e quinto ai Campionati italiani di ciclismo su strada.
Era fratello di Ernesto e Giuseppe Azzini.

## Palmares
- 1908 (Dilettanti, due vittorie)

Coppa del Re
Rho
- 1909 (Labor, due vittorie)

Giro della Provincia Piacenza
Criterium dei Campioni - Meda
- 1910 (Atena/Legnano, una vittoria)

Imola-Piacenza-Imola

### Grandi giri
- Giro d'Italia

1909: 30º
1910: ritirato (? tappa)
1911: ritirato (? tappa)
1912: non partito
1913: 18º
- Tour de France

1910: 17º

### Classiche monumento
- Milano-Sanremo

1909: 17º
1910: ritirato
1911: 11º
- Giro di Lombardia

1909: 6º
1910: 8º
1911: 15º